# Lucien Simonnet
Lucien Simonnet (né le 22 novembre 1849 à Paris et mort le 16 avril 1926 à Sèvres) est un peintre français.

## Biographie
Louis Lucien Simonnet est le fils de Jean Francois Simonnet et de Marie Louise Viszin.
Il épouse Marie Pauline Beaudet et réside, en 1897, rue des Rouillis à Sèvres.
Lucien Simonnet expose au Salon des artistes français entre 1882 et 1925, remportant le Prix Rosa-Bonheur en 1905. Il expose Brouillards du matin (au Petit Andely) au Salon de Bruxelles de 1897.